# 위 유사장기
위 유사장기 혹은 위 유사장기(Stomach organoids)는 자가 재생 및 자가 조직화가 가능하며 위의 생리학적인 특성을 띄는 3차원 세포 집합체이다. 배아줄기세포(embryonic stem cell, ESC) 또는 유도만능줄기세포(Induced pluripotent stem cell, iPSC)와 같은 다능성줄기세포(pluripotent stem cell) 및 Lgr5+ 위성체줄기세포(Stomach adult stem cell)를 3차원 배양조건에서 다양한 신호전달 경로를 일시적으로 조작 및 배양하여 제작 가능하다.

## 위 유사장기의 구조적 특성
위는 분문부(cardia), 기저부(fundus), 몸체부(corpus), 전정부(antrum), 유문(pylorus)로 나눠질 수 있으며 위점막 표면에는 위소와(gastric pits)라 하는 다수의 울퉁불퉁한 부위가 있고, 이 내층에는 선세포가 존재하여 위선(gastric gland)을 형성하고 있다. 부위에 따라 분문선, 위저선, 유문선으로 크게 구분된다. 분문선은 분문부에 존재하며 주로 점액세포로 구성된다. 위저선(fundic/corpus glands)은 위상부의 2/3를 차지하며 단백질 분해효소 펩신의 전구체인 펩시노겐을 분비하는 주세포(chief cell), 염산을 분비하는 벽세포(parietal cell), 점액을 분비하는 부세포를 포함한다. 유문선(antral/pyloric glands)은 유문에 가까운 위의 1/3를 차지하며 부세포와 유사한 점액세포로 이루어지고 가스트린을 분비하는 G세포, 소마토스타틴을 분비하는 D세포를 포함한다. 또한 각각의 위선은 내분비세포 및 3일마다 교체되는 위내면의 항상성 유지를 위한 줄기세포를 가진다. 제작된 위유사장기는 주변미세환경요소(niche factor) 및 배양방법에 따라 상기된 위의 특정부분에 해당하는 세포종류를 포함하게 된다.

## 위 유사장기의 역사
2009년, Lgr5+ 장줄기세포를 NOG, EGF, LGR5 리간드, RSPO와 같은 필수 주변미세환경요소를 성분으로 하는 배지와 매트리젤 지지체 안에서 배양하여 만들어진 구조가 실제 장기(조직)와 놀랄만큼 유사하다는 것을 강조하기 위해 ‘유사장기’라는 표현이 처음 사용되었다. 후에 위의 유문선 아래쪽에 존재하는 Lgr5+ 세포가 마우스 위유문상피조직의 항상성을 유지하는데 기여하는 줄기세포인 것이 확인되었으며, 장유사장기 형성에 사용된 주변미세환경요소를 비롯한 FGF-10, GAST와 같은 성장인자를 추가로 혼합하여 마우스의 위 유사장기를 처음으로 배양하였다. 이후 동일한 배양조건 하에 추가적으로 TGFβ 신호의 억제를 통해 사람의 위줄기세포를 성체 위상피조직의 특징을 띠는 3차원 유사장기로 만들어 장기배양하는데 성공하였다.

## 위 유사장기의 종류

### 배아줄기세포 및 유도만능줄기세포로부터 만든 유사장기
마우스 및 사람의 경우, 배반포의 내세포괴로부터 모든 배엽으로 분화 가능한 다능성을 지닌 배아줄기세포를 얻을 수 있으며 체세포는 세포융합, 핵치환 또는 다능성 인자(Oct4, Sox2, Klf4, c-Myc)의 과발현 등을 통해 다능성을 갖는 세포로 역분화가 가능하다. 이렇게 만들어진 사람 및 마우스의 다능성줄기세포는 거의 모든 종류의 세포로 분화 가능하므로 위 유사장기의 발달을 유도할 수 있으나, 2차원 배양조건은 기관으로의 형태발생을 관찰하기 어렵기 때문에 3차원 배양시스템을 사용한다.
위유사장기의 형성은 배아줄기세포 또는 유도만능줄기세포를 내배엽으로 분화시키는 단계, 소화기관의 앞부분인 전장(foregut)으로 유도하는 단계, 위의 특정부분 및 세포로 유도하는 단계로 나누어지며 단계별로 특정 주변미세환경요소에 노출시켜 분화를 유도한다. 액티빈은 배아 및 유도만능줄기세포를 내배엽으로 분화시키며 Wnt, FGF4, NOG는 전장으로의 분화를 돕는다. 이후 RA, NOG, EGF를 처리하면 성장, 분화 및 위전정부 상피조직의 위선 발달을 유도하여 전정부로의 특이적인 분화가 가능하다. 이에 반해 중간엽세포와 함께 배양하며 소닉 헤지호그 신호 전달 경로의 활성화 및 윈트 신호전달 경로의 억제를 통해 위의 몸체부에 존재하는 주세포 및 벽세포의 분화를 유도하여 위산 분비를 가능케 할 수 있다.

### 1차 조직으로부터 만든 유사장기
Lgr5+ 유문줄기세포가 확인된 이후 위의 몸체부 및 유문부에서 얻은 마우스의 위줄기세포로부터 EGF, NOG, RSPO 및 FGF-10, GAST와 같은 성장인자를 조합하여 위유사장기를 얻을 수 있었으며, 사람의 위에서 얻은 위줄기세포 또한 TGFβ 신호 전달 경로의 억제를 통해 위유사장기를 생성할 수 있었다. 위의 몸체부에서 얻은 줄기세포로부터 만들어진 유사장기에서는 벽세포 분화가 이루어지지 않는 단점이 있는데, 간충직 주변미세환경요소 존재하에 배양, 또는 무한증식하는 위간충직세포와 위의 몸체부 유사장기를 같이 배양한 경우에는 일부분 벽세포로의 분화가 관찰되었다. 사람의 다능성줄기세포에서 유래된 유사장기와 비교하여 성체줄기세포로부터 만든 유사장기가 갖는 장점은 정상조직에서 얻은 줄기세포뿐만 아니라 암조직으로부터 얻은 줄기세포를 통해서도 유사장기 형성이 가능하다는 점이다. 이와 같이 환자유래물로 만들어진 위종양 유사장기는 항암제 테스트 및 환자 맞춤형 의학 연구에 사용될 수 있다.

## 위 유사장기의 활용

### 줄기세포 및 발생학 연구
유사장기는 생체외에서 분리된 하나의 세포로부터 생성되므로 제한적인 수를 가지는 세포 계통으로부터의 세포증식이 가능하다는 장점이 있으며, Lgr5, Tnfrst19, Cckbr 및 Mist1과 같은 줄기세포 마커를 가지는 세포를 분리하여 위줄기세포의 존재 및 발생학적인 측면에 대한 연구에 사용할 수 있다. 생성된 위유사장기는 발달 단계의 특징을 잘 유지하고 있을 뿐만 아니라 실제 위의 발달이 이루어지는 단계를 모사하므로 기능적으로 성숙되는 분화과정을 관찰 할 수 있도록 도와준다. 이 때 위의 특정 분화 단계에 필요한 주변 미세환경에 대한 연구를 통해 조직 분화 및 형성에 필요한 신호 전달 네트워크를 알 수 있다.

### 위 관련 질환 모델링 및 원인 규명
위유사장기 시스템은 위와 관련된 질환이 모델링을 가능하게 하며 이는 해당 질환의 원인을 규명하는 데 도움을 줄 수 있다. 환자의 위암 조직으로부터 위암 유사장기를 배양하는 경우 환자의 특이적인 조직학적 특징 및 생리활성을 재현할 수 있으며 유사장기 기반 박테리아 감염 모델은 박테리아와 세포간의 특이적인 상호작용의 관찰을 가능하게 한다. 사람의 위염 및 위암의 발병 원인균으로 알려진 헬리코박터 파일로리(H. pylori)를 위유사장기에 미량주사하여 염증반응을 유도하는 연구가 진행되었으며 이 반응은 유사장기에 존재하는 세포의 종류에 의존적인 것으로 나타났다. 또한 헬리코박터 파일로리균의 독성인자인 CagA는 유사장기로부터 분화된 세포 또는 유사장기에 존재하는 상피세포로 이동하여 원발암유전자인 c-MET와 상호작용하고 증식을 유도하는 것이 확인되었다.

### 치료제 개발 및 재생의학
2차 배양조건의 세포주의 경우 여러번의 계대배양으로 인해 생성된 돌연변이 및 다른 세포주와의 오염 가능성으로 인해 약물 스크리닝에 사용될 시 그 정확성을 떨어뜨린다. 하나의 분리된 세포로부터 얻어진 유사장기는 이러한 한계점을 극복 가능하게 하여 해당질환의 약물 개발에 더 적합한 모델로 사용될 수 있다. 또한 환자의 조직으로부터 얻은 유사장기는 환자에게 적합한 약물 스크리닝은 물론이고 새로운 약물 개발에도 사용될 수 있다. 약물 치료가 아닌 이식을 통한 치료의 경우에는 환자에서 얻은 생체시료로부터 환자와 동일한 유전자를 갖는 조직형성 및 CRISPR/Cas와 같은 유전자 편집 기술을 통해 환자의 유전적 결함을 수정하여 정상조직을 효과적으로 형성하는 데에도 사용할 수 있을 것이다.

## 위 유사장기의 전망 및 해결과제
위유사장기는 실제 위의 특정부분과 일치하는 세포로 구성된 3차원 구조이므로 2차 배양조건에서 이루어지던 연구와 비교하였을 때 여러 가지 측면에서 많은 이점을 제공하여 질환의 원인규명, 약물스크리닝 및 개발, 환자 맞춤형 의료 등에 사용될 수 있을 것이며, 유전자 편집 기술 등의 새로운 기술의 적용을 통해 보다 다양한 질병 모델링 및 재생의학에 적용 가능할 것이다. 그러나 위의 전체 부분 및 실제 구조로의 재현은 부족하다. 단순한 생체외실험 외에 유사장기의 활용방면중 하나인 이식 가능한 유사장기 제작을 위해서는 형태는 물론이고 기능적인 면에서도 성숙해야 하므로 분화를 유도하는 배양법의 최적화 및 구조적 재현을 위한 방법 구상이 필요할 것으로 보인다. 또한 환자 유래 생체시료를 통한 연구 및 실제 적용(수술 등 의료행위)에 대한 윤리적인 제도도 뒷받침 되어야 할 것이다.